# Jelly Belly Cycling Team/2007
Deze pagina geeft een overzicht van de wielerploeg Jelly Belly Cycling Team in 2007.

## Renners
| Naam              | Geboortedatum | Nationaliteit    | Ploeg 2006                     |
| ----------------- | ------------- | ---------------- | ------------------------------ |
| Andrew Bajadali   | 01-05-1973    | Verenigde Staten | Jelly Belly Cycling Team       |
| Mead Bryce        | 02-09-1980    | Verenigde Staten | neoprof                        |
| Alex Candelario   | 26-02-1975    | Verenigde Staten | Jelly Belly Cycling Team       |
| Michael Cody      | 15-02-1982    | Verenigde Staten | neoprof (vanaf 01-06-2007)     |
| Brian Dziewa      | 10-12-1982    | Verenigde Staten | neoprof                        |
| Brice Jones       | 09-01-1979    | Verenigde Staten | Jelly Belly Cycling Team       |
| Michael Jones     | 19-01-1978    | Verenigde Staten | Health Net presented by Maxxis |
| James Meadley     | 04-02-1984    | Australië        | SouthAustralia.com-AIS         |
| Jeremy Powers     | 29-06-1983    | Verenigde Staten | Jelly Belly Cycling Team       |
| Nick Reistad      | 20-04-1983    | Verenigde Staten | Jelly Belly Cycling Team       |
| Matthew Rice      | 29-04-1979    | Australië        | Jelly Belly Cycling Team       |
| Cory Steinbrecher | 14-04-1982    | Verenigde Staten | Jelly Belly Cycling Team       |

2000 · 2001 · 2002 · 2003 · 2004 · 2005 · 2006 · 2007 · 2008 · 2009 · 2010 · 2011 · 2012